# Tetramoni uranyl tricacbonat
Tetramoni uranyl tricacbonat (NH4)4UO2(CO3)3 được biết đến trong ngành chế biến urani là AUC và còn được gọi là uranyl amoni cacbonat. Hợp chất này rất quan trọng như là một thành phần trong quá trình chuyển đổi urani(VI) fluoride (UF6) thành urani(IV) oxit (UO2). Tetramoni uranyl tricacbonat được kết hợp với hơi nước và hydro ở 500 °C để thu được UO2. Trong một quá trình khác, dung dịch uranyl nitrat, được gọi là uranyl nitrat alcohol (UNL) được xử lý bằng amoni bicacbonat để tạo thành tetramoni uranyl tricacbonat dưới dạng kết tủa rắn. Hợp chất này được tách ra khỏi dung dịch, làm khô bằng metanol và sau đó nung bằng hydro trực tiếp vào UO2 để thu được bột cấp thiêu kết. Bột urani(IV) oxit–AUC cũ chảy tự do, tương đối thô và xốp với diện tích bề mặt cụ thể trong phạm vi 5 m²/g và thích hợp cho quá trình tạo hạt trực tiếp, tránh bước tạo hạt. Chuyển đổi sang UO2 thường được thực hiện như là giai đoạn đầu tiên của chế tạo nhiên liệu hạt nhân.
Quá trình AUC được thực hiện ở Hàn Quốc và Argentina. Trong lộ trình AUC, quá trình nung, khử và ổn định đồng thời được thực hiện trong lò phản ứng tầng sôi dọc. Ở hầu hết các quốc gia, bột UO2 cấp thiêu kết cho nhiên liệu hạt nhân thu được bằng quy trình amoni điuranat (ADU), đòi hỏi nhiều bước nữa.
Tetramoni uranyl tricacbonat cũng là một trong nhiều dạng được gọi là bánh vàng; trong trường hợp này, nó là sản phẩm thu được từ quá trình lọc đống.